# Josh Taylor (pugile)
Josh James William Taylor (Prestonpans, 2 gennaio 1991) è un pugile britannico.

## Biografia
Taylor nasce nella piccola cittadina scozzese di Prestonpans il 2 gennaio 1991, figlio di Jamie e Diane Taylor. Da bambino si appassiona al mondo del motociclismo idolatrando piloti quali Valentino Rossi e Steve Hislop.
Annoverato tra i migliori pugili della propria generazione, è campione indiscusso dei pesi superleggeri, essendo detentore dei titoli mondiali WBA (Super), IBF e The Ring dal 2019, nonché delle corone WBC e WBO dal 2021. A livello regionale è stato campione di categoria del Commonwealth dal 2016 al 2017, mentre come dilettante ha vinto la medaglia d'argento nei pesi leggeri ai Giochi del Commonwealth di Delhi 2010 e quella d'oro nei superleggeri ai Giochi del Commonwealth di Glasgow 2014.
Con il successo su José Ramírez nel 2021 è divenuto il secondo scozzese dopo Ken Buchanan a diventare campione indiscusso e il primo britannico a riuscirci nell'era moderna dei quattro titoli (WBA-WBC-WBO-IBF), nonché il sesto pugile nella storia a unificare quattro cinture mondiali. È soprannominato The Tartan Tornado ("Il tornado di tartan") per lo stile di combattimento aggressivo.